# М-75 минобацач
Минобацач 120 mm M-75 је југословенски минобацач уведен у употребу 1975. године.

## Опис
Гађање извршава убацном путањом па је погодан за гађање циљева на задњим нагибима, јаругама и другим удубљењима. За извршавање ових задатака користи Лаку тренутно фугасну мину (ЛТФ), димну и осветљавајућу мину, постоји још и активно реактивна мина. Највећи домет са ЛТФ и димном мином је6340 m ca 6 допунских пуњења, ефикасно делује по непријатељу ван заклона до 5700 m а у заклону до 4800 m. Полупречник убојног дејства са контактним упаљачем је 17 m, а са близинским од 60–75 m. Код димне мине бели фосфор се распршује у пречнику од око 40 m. Највећи активни домет осветљавајућом мином је 5700 м, најбоље резултате постиже се када се бакља упали на 400 m висине, гори око 60 секунди и осветљава пречник од око 1200 m.
Хоризонтално поље деловања уз померање двоножног лафета је 360°, међутим то баш и није тако изводљиво. Премда се подлога укопава под углом од 25°, у пракси омогућава померање од 60° без померања подлоге. Поље деловања без померања лафета је 6°. Брзина паљбе уз проверу елемената иде до 12 мина у првом минуту.
Главни делови минобацача су:
- Цев са задњим отвором 66 kg
- Двоножни лафет 25 kg
- Подлога 87 kg
- Подвожак 83 kg
- Нишанска справа (NSB-4B) 0.8 kg
- RAP 9.5 kg

## ТАКТИЧКО – ТЕХНИЧКЕ КАРАКТЕРИСТИКЕ
- - Калибар.............................................................................120 mm
  - Највећи домет:
- - са разорном мином М62П5.................................................6060 m
- - са разорном АР мином М77................................................9400 m
  - Најмањи домет...................................................................297 m
  - Поље дејства:
- - по висини........................................................................од +45о до +85о
- - по правцу, без померања лафета.......................................6°
- - са померањем лафета ......................................................360°, кружно
  - Дужина склопа цеви............................................................1690 mm
  - Брзина гађања:
- - највећа ...........................................................................15 мина/min
- - најмања...........................................................................9 мина/min
  - Маса оруђа:
  - - у маршевском положају.....................................................261 kg
- - у борбеном положају.........................................................178 kg
  - Број послужилаца................................................................4 + 1
  - Време преласка из борбеног у маршевски положај.................30 s -

Цев је глатка и тврдо хромирана, са константним пречником дуж целе дужине. На врху има ојачање, које такође служи да би се цев одвила од задњака. На задњем делу цеви налази се механизам за забрављење и окидање. Обарач има 3 положаја (режима паљбе) појединачно, брзом ватром и укочено. Када стоји на јединачном режиму паљбе, пунилац врши опаљење повлачењем канапа за опаљење, што је и уједно и најчешћи режим паљбе, а на минобацачу је означен словом Ј. При брзој паљби нишанџија окреће забрављивач у положај са нацртаном стрелицом нагоре. У том случају мина ће се сама активирати при спуштању у цев. Трећи положај је укочено (У).
На двоножном лафету се налази пар амортизера кој има задатак да компензује (ублажи) трзај. Такође ту се налазе и механизми за давање елевације цеви и поравњавање, тј елиминисање утицаја косине тла.
Нишанска справа служи за заузимање елемената ватре. Опремљена је са две либеле помоћу којих се изравнава минобацач, и трицијумским кончаницама за рад у ноћним условима. Подвожак слузи за транспорт минобацача, а подлога је ослонац минобацача и има задатак да пренесе силу опаљења из цеви на тло
.
Тежина МБ 120mm M75 je 261Kg у маршевском положају и 178 kg у борбеном положају.